# Ширинчашма
Ширинчашма (тадж. Ширинчашма) — сельский населённый пункт в Таджикабадском районе РРП Таджикистана. Входит в состав сельской общины (джамоата) Ширинчашма, его административный центр. Расстояние от села до центра района (пгт Таджикабад) — 7 км. Население — 1633 человек (2017 г.), таджики. Население в основном занято сельским хозяйством (животноводство и растениводство). Земли орошаются главным образом водами горных источников.